# Прибирання

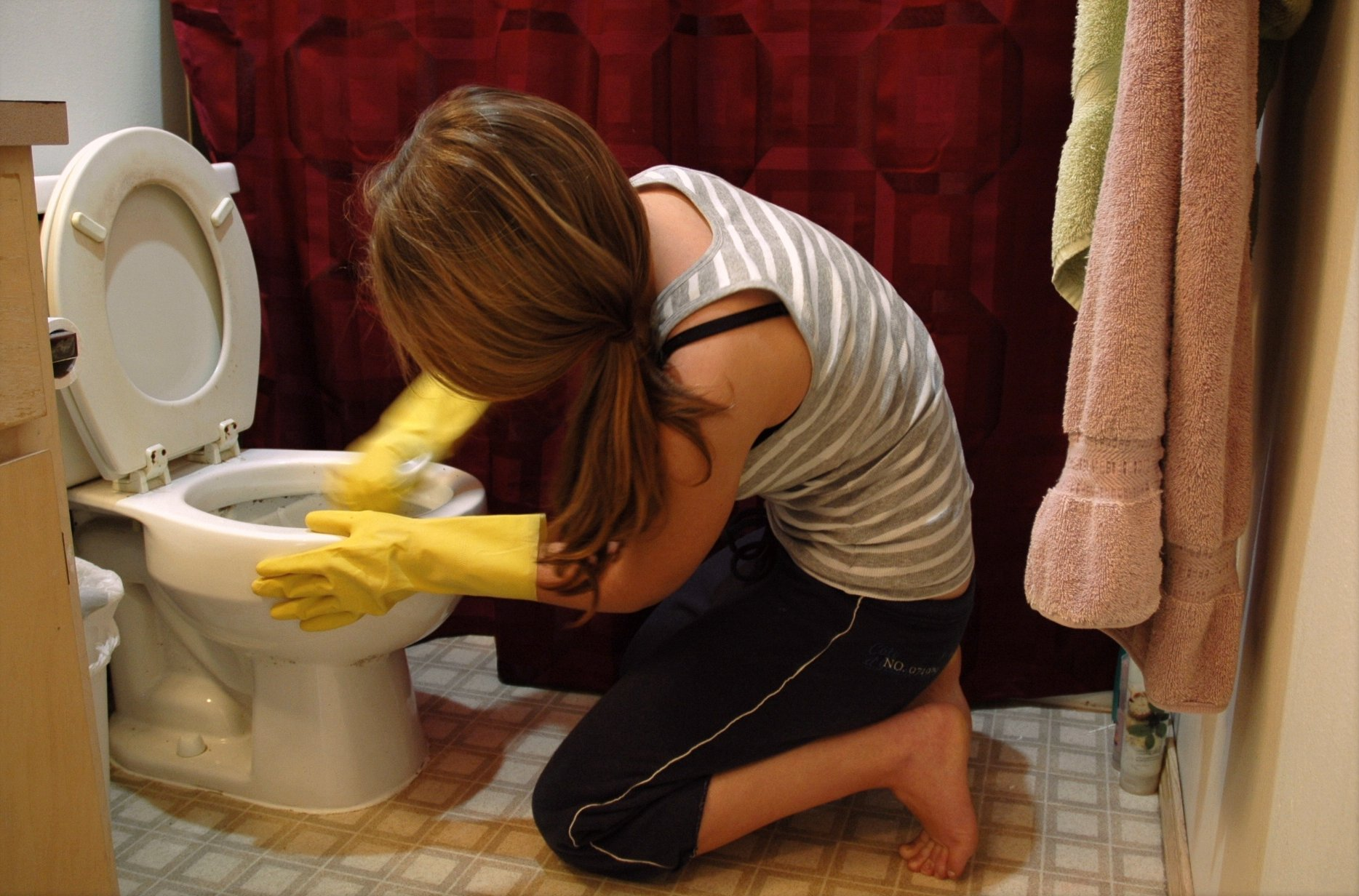
Миття унітазу

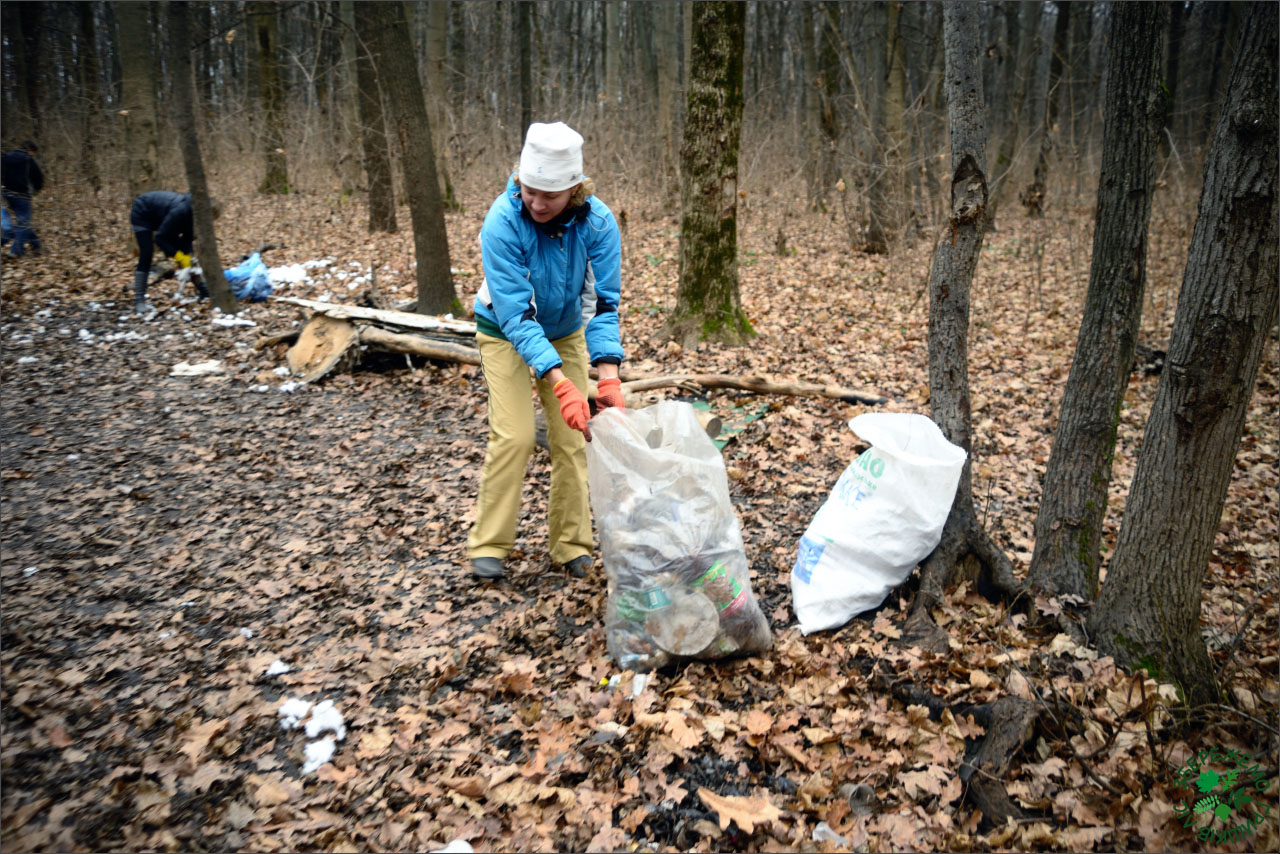
Прибирання лісу від сміття

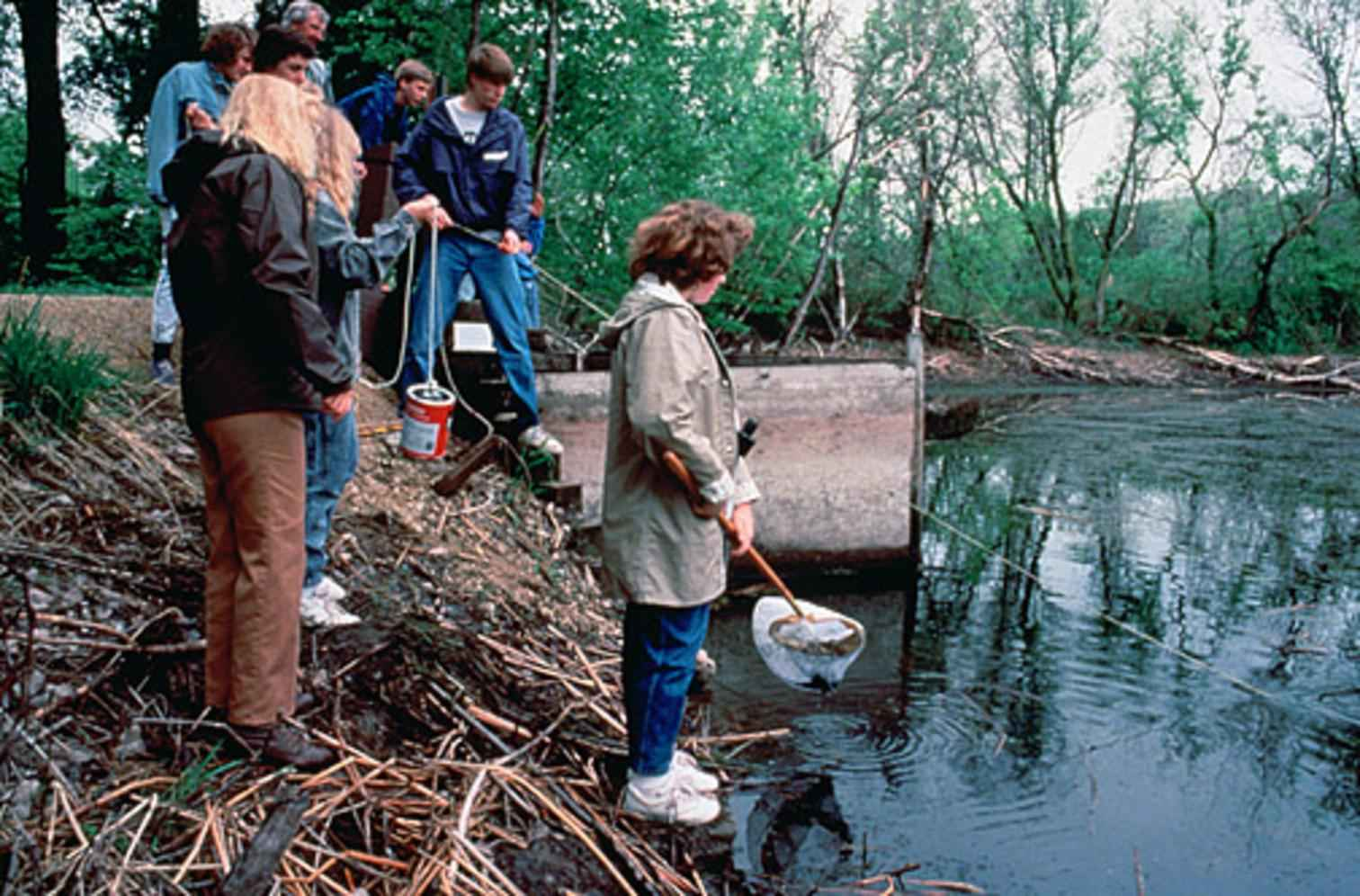
Люди прибирають річку

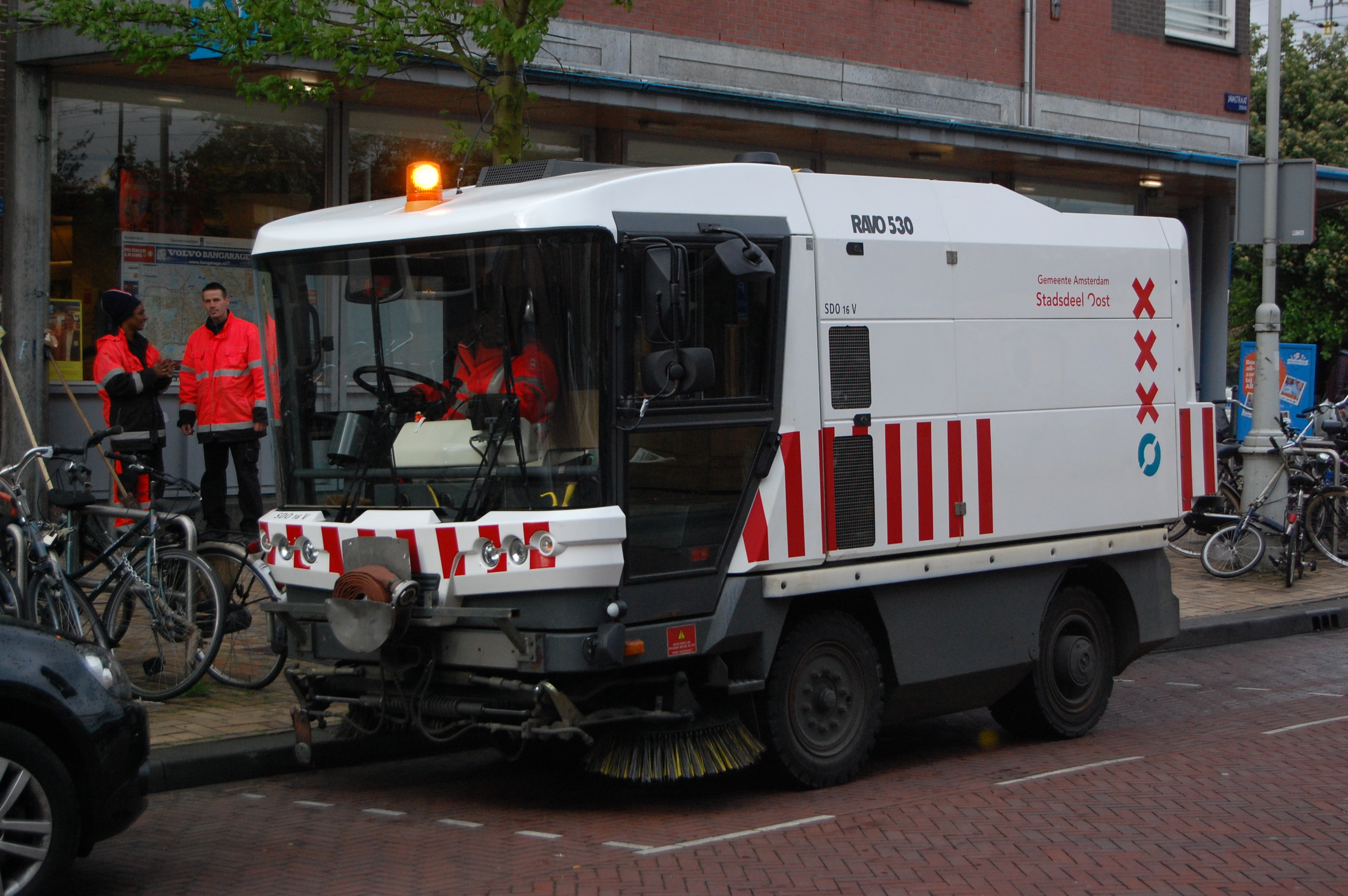
Машина для миття вулиць в Амстердамі

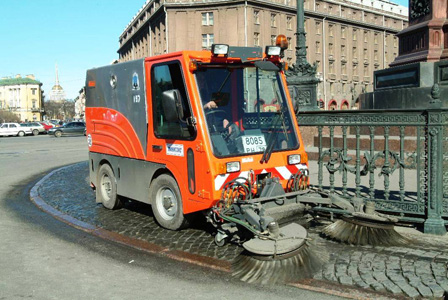
Миття вулиці

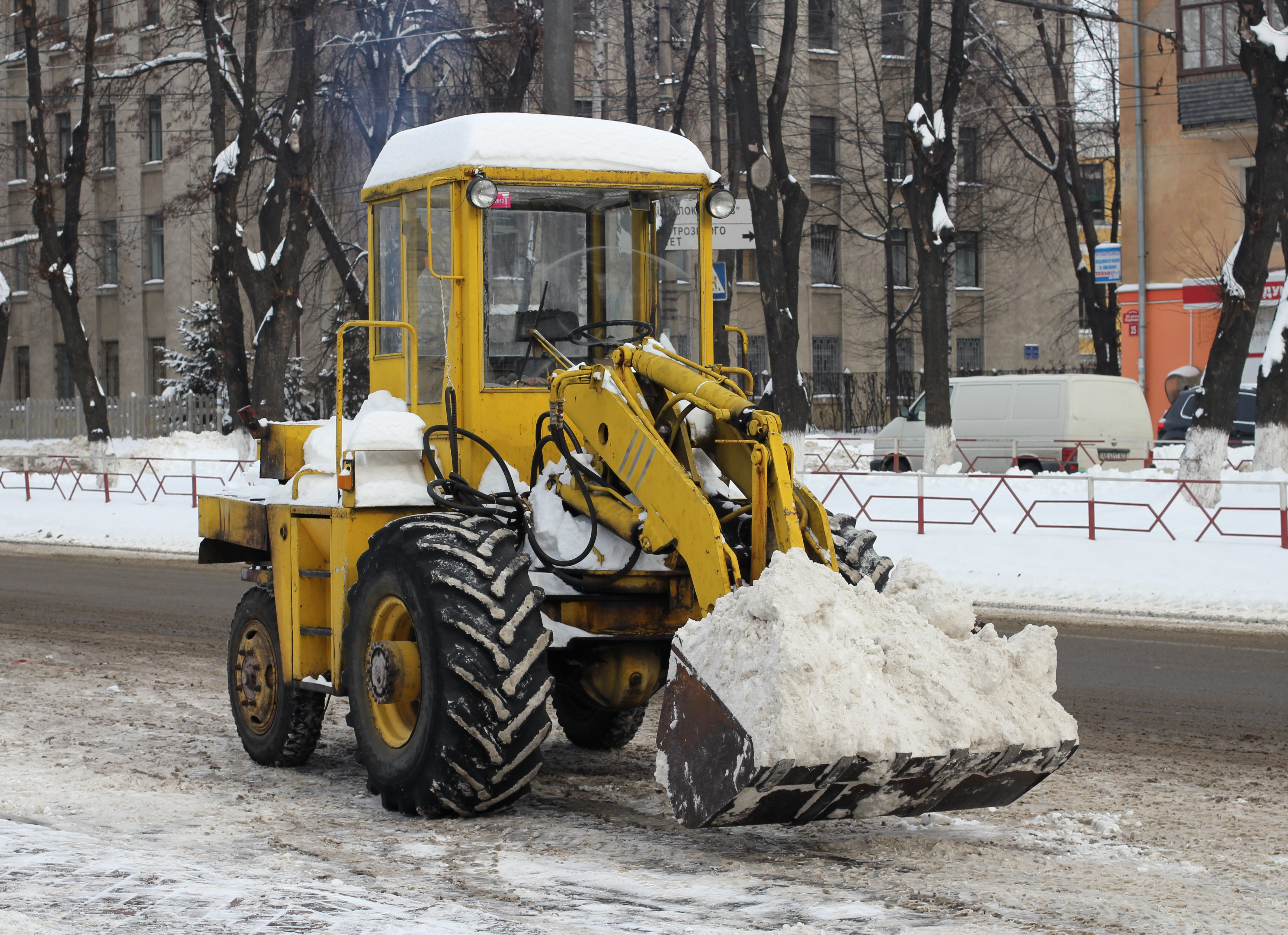
Прибирання снігу з вулиці

Прибира́ння — наведення чистоти, порядку, збір сміття в приміщенні або на певній території. Ля пропрете (фр. La propreté) французькою, клі́нінг (англ. clean, чистота, чищення) — спеціалізована послуга з професійного прибирання приміщень і підтримання чистоти. Послуги з прибирання надають спеціальні компанії. 

## Види прибирання
Прибирання може бути розділене на види за різними критеріями.

### За механізацією
- Ручне прибирання;
- Механізоване.

### За використаннямводи
- Сухе;
- Вологе:
  - з використанням дезинфікуючих засобів;
  - без використання дезинфікуючих засобів.

### За місцем прибирання
- Прибирання приміщень:
  - Прибирання житлових приміщень;
  - Прибирання приміщень громадського призначення;
  - Прибирання приміщень промислового призначення.
- Прибирання зовнішніх територій:
  - Прибирання прибудинкових територій;
  - Прибирання вулиць;
  - Прибирання доріг (між населеними пунктами);
  - Прибирання газонів, парків, садів тощо.

### За цільовим призначенням.
- Прибирання після будівельних робіт;
- Прибирання поточне;
- Прибирання генеральне;

### За об'єктом прибирання
- Прибирання сміття;
- Прибирання листя;
- Прибирання снігу.

### За періодичністю
Наприклад графік прибирання в офісних приміщеннях

#### Щоденне
- Збір пакетів зі сміттям із сміттєвих кошиків;
- Вкладання пакетів в сміттєві кошики;
- Вологе прибирання лінолеумних, керамічних, мармурових, паркетних та інших підлог;
- Сухе чищення килимових покриттів;
- Видалення пилу з оргтехніки;
- Полірування дзеркал, скляних поверхонь;
- Видалення пилу з підвіконня;
- Вологе прибирання і дезинфекція в санітарно-гігієнічних кімнатах:
  - заповнення дозаторів для рідкого мила;
  - вкладання витратних матеріалів: паперових рушників і туалетного паперу;
  - чищення сантехніки;
- Чищення ніжок і хрестовин крісел, столів, стільців.

#### Щотижневе
- Полірування меблів, інших дерев'яних предметів інтер'єру;
- Видалення стійких забруднень, плям з підлоги;
- Миття сміттєвих кошиків;
- Видалення пилу і забруднень з віконних рам і підвіконь;
- Видалення пилу і забруднень з дверей;
- Сухе чищення м'яких меблів і килимових покриттів.

#### Щомісячне
- Чищення плінтусів;
- Сухе чищення м'яких меблів;
- Протирання жалюзі;
- Миття вікон (у теплий період року);
- Видалення пилу і забруднень з дротів, кабелів, телефонних шнурів, розеток, електрощитів.